# Kirsten Dufour
Kirsten Dufour (født 23. februar 1941 på Frederiksberg) er en dansk billedkunstner, som bl.a. hart været med til at starte kunstgruppen YNKB. Har sammen med sin mand Finn Thybo Andersen, modtaget Eckersberg Medaillen i 2010.